# Arrondissement di Nérac
L'arrondissement di Nérac è una suddivisione amministrativa francese, situata nel dipartimento del Lot e Garonna e nella regione della Nuova Aquitania.

## Composizione
L'arrondissement di Nérac raggruppa 58 comuni in 7 cantoni:
- cantone di Casteljaloux
- cantone di Damazan
- cantone di Francescas
- cantone di Houeillès
- cantone di Lavardac
- cantone di Mézin
- cantone di Nérac